# Palasea melia
Palasea melia är en fjärilsart som beskrevs av Fawcett 1915. Palasea melia ingår i släktet Palasea och familjen tofsspinnare. Inga underarter finns listade i Catalogue of Life.